# Kraftwerk Burschtyn
Das Kraftwerk Burschtyn bzw. Burschtynskyj TES (ukrainisch Бурштинська ТЕС) ist ein Steinkohlekraftwerk bei Burschtyn in der Westukraine. Es ist mit mehr als 1800 Arbeitsplätzen der mit weitem Abstand größte Arbeitgeber im Bezirk Iwano-Frankiwsk und zum Energiekonzern DTEK des Oligarchen Rinat Achmetow. 
Das Kraftwerk bestand ursprünglich aus 12 Blöcken zu je 200 MW und gilt als einer der größten Verursacher schädlicher Emissionen in der Ukraine und in ganz Europa. 2018 soll es 183.000 Tonnen Schadstoffe emittiert haben.
Das Kraftwerk ist über die 750-kV-Leitung Albertirsa–Sachidnoukrainskaja–Winnyzja mit Ungarn verbunden. Als Energieinsel ist es nicht mit dem Stromnetz der übrigen Ukraine, sondern mit dem westeuropäischen Verbundnetz UCTE synchronisiert.
Es wird überwiegend Kohle aus der Oblast Lwiw verbrannt. Seit der russischen Annexion der Krim (März 2024) und dem Beginn des Krieges im Donbass gab es Probleme beim Kohlenachschub aus dem Donbass. Der Betreiber legte deshalb große Kohlevorräte am Kraftwerk an.
Eine Besonderheit des Kraftwerks Burschtyn ist die Verwendung seiner Schlote als Freileitungsmast für die Stromleitungen von den Kraftwerksblöcken zur zentralen Schaltanlage des Werkes.
Am 12. oder 13. Dezember 2024, fast drei Jahre nach dem Beginn des russischen Angriffskrieges gegen die Ukraine, feuerten russische MiG-31-Kampfflugzeuge Kinschal-Hyperschallraketen auf Ziele im Bereich des Wärmekraftwerks und auf andere Anlagen zur Energieversorgung der Ukraine.
| Block | Leistung | Fertig- stellung | Kommentar               |
| ----- | -------- | ---------------- | ----------------------- |
| 1     | 195 MW   | 1968             | soll stillgelegt werden |
| 2     | 185 MW   | 1965             | soll stillgelegt werden |
| 3     | 185 MW   | 1966             | soll stillgelegt werden |
| 4     | 195 MW   | 1966             | soll stillgelegt werden |
| 5     | 208 NW   | 1967             | Retrofit 2013           |
| 6     | 185 MW   | 1967             |                         |
| 7     | 206 MW   | 1968             | Retrofit 2012           |
| 8     | 195 MW   | 1968             |                         |
| 9     | 195 MW   | 1968             |                         |
| 10    | 195 MW   | 1969             | Retrofit 2016 geplant   |
| 11    | 195 MW   | 1969             |                         |
| 12    | 195 MW   | 1969             |                         |

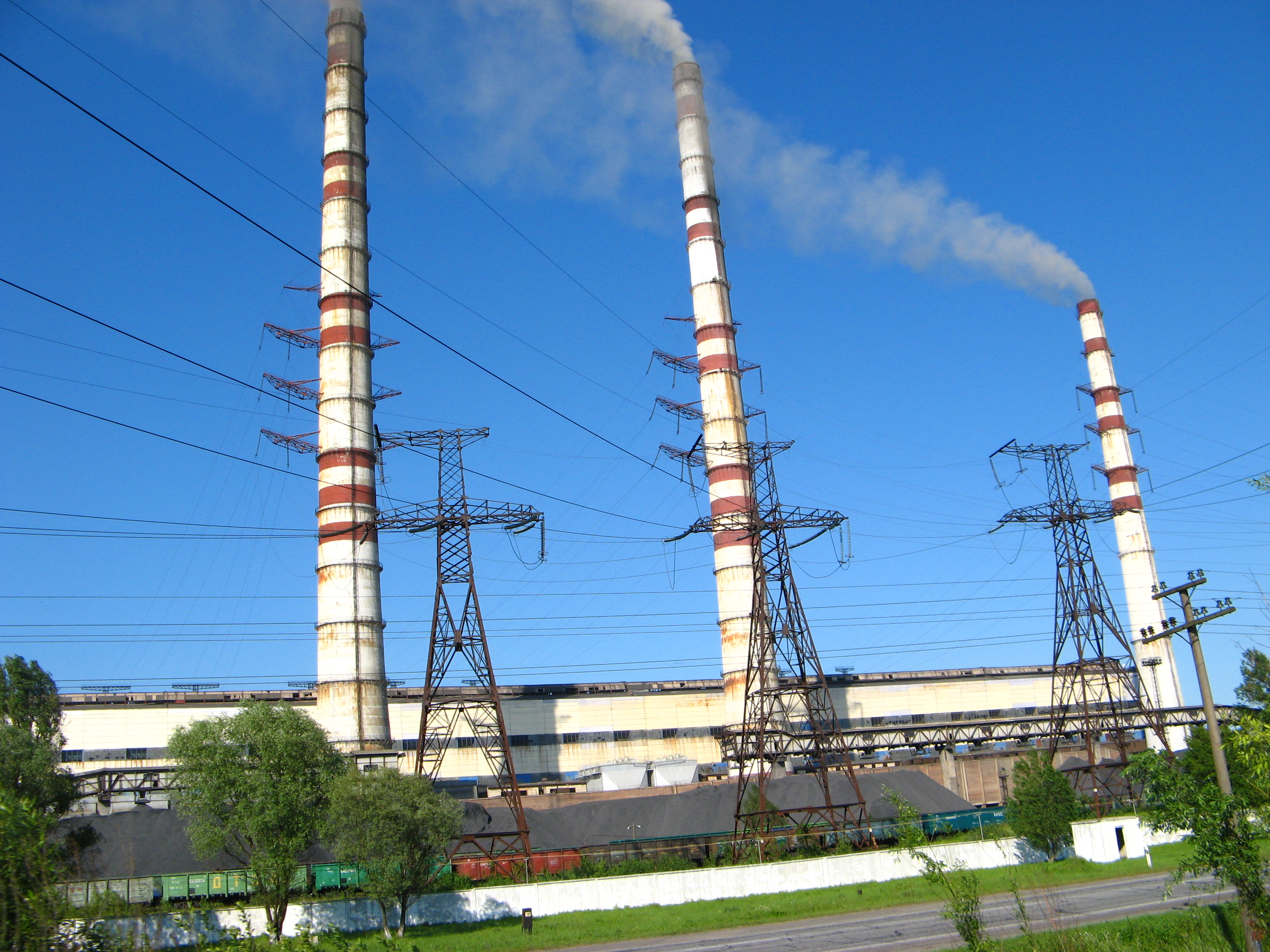
Nahansicht
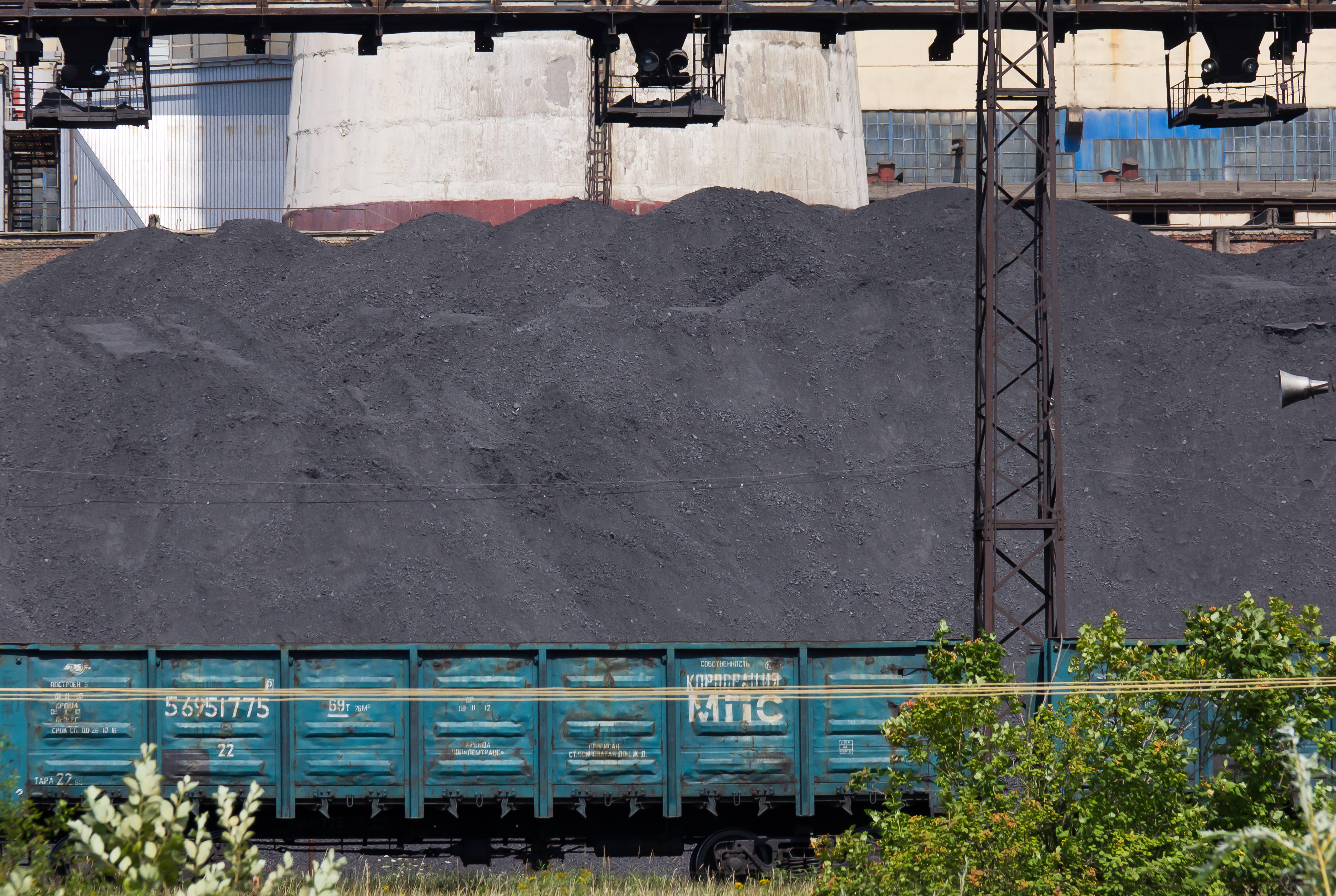
Kohlehalde
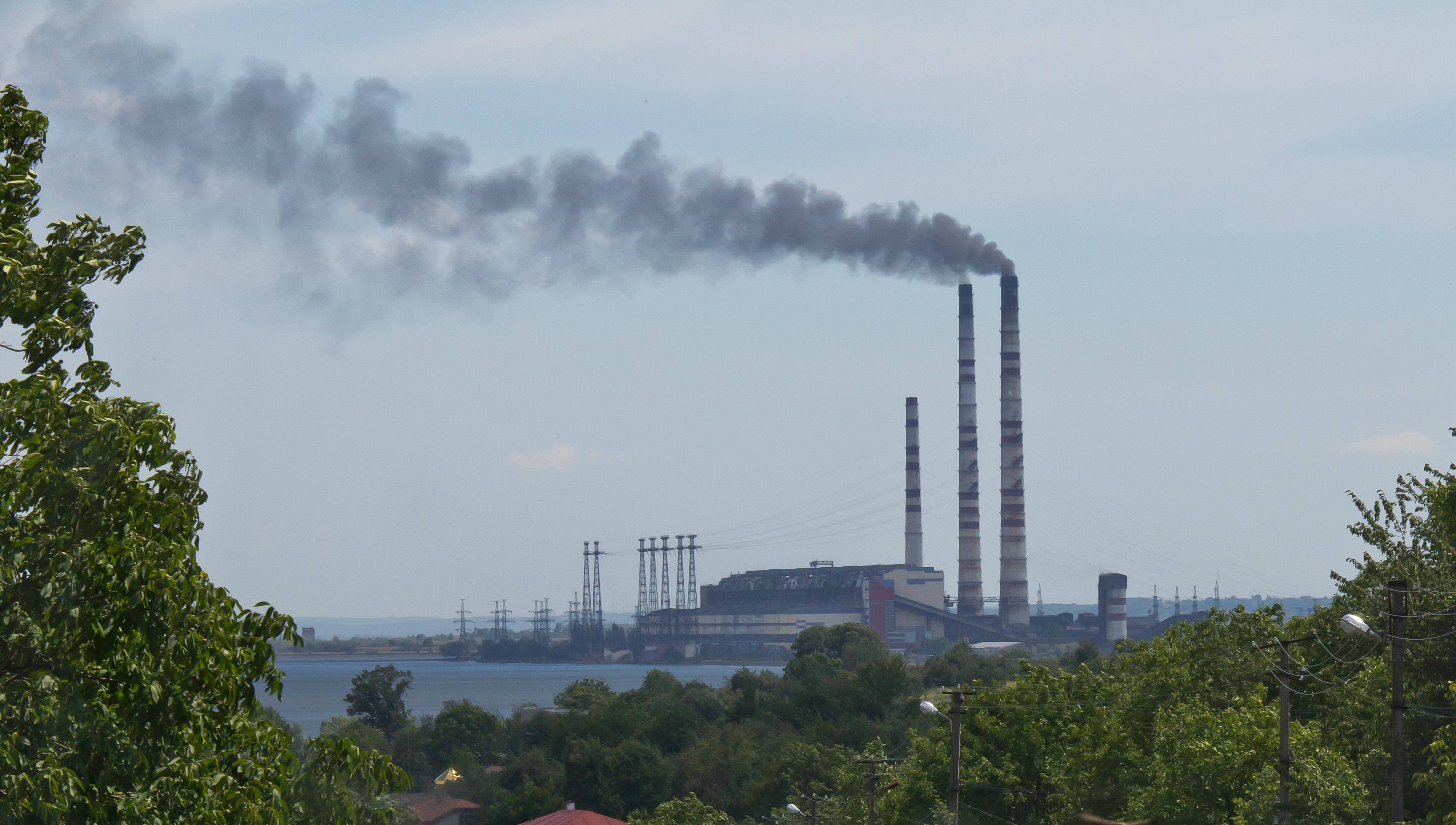
Kraftwerk mit Stausee
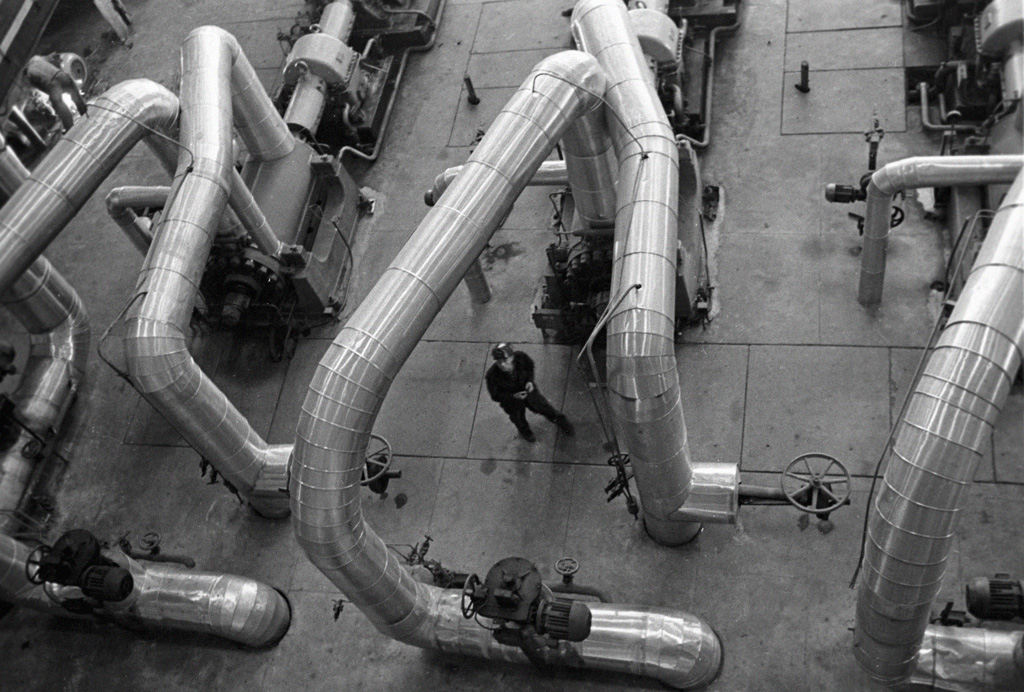
Dampfleitungen (1974)